# 青山ハープ
青山ハープ株式会社（あおやまハープ、英文名称：Aoyama Harp Co.）は、福井県吉田郡永平寺町に本社を置く楽器メーカー。日本国内では唯一のハープ専門メーカーである。1897年に青山楽器製作所として福井県福井市にて創業。

## 沿革
- 1897年（明治30年） - 前身となる「青山楽器製作所」が福井市にて創業。
- 1985年（昭和60年） - 東京営業所・ショールームを開設。
- 1989年（平成元年）[元号要検証] - 社名を「青山ハープ株式会社」と改める。
- 1992年（平成4年） - 本社・工場が吉田郡松岡町（現・永平寺町）へ移転、ハープコンサート専用施設の「青山ホール」を併設。
- 1998年（平成10年） - 大阪事務所・ショールームを開設。